# Black Clover
Black Clover (do japonês ブラッククローバー, Burakku Kurōbā, pronúncia japonesa da expressão inglesa "Black Clover", lit. "Trevo Negro") é uma série de mangá adolescente do tipo shounen e fantasia japonês, escrita e ilustrada por Yūki Tabata, publicada na revista Weekly Shōnen Jump da editora japonesa Shueisha, e licenciada e publicada no Brasil pela editora Panini Group. A história se centra em um jovem chamado Asta, nascido sem poder mágico no reino de Clover (algo inédito), mas com sua ambição, habilidades recém-descobertas e amigos, pretende tornar-se o próximo Rei Mago.
Uma OVA (Original Video Animation, episódios complementos ou paralelos) produzida pelo estúdio Xebec foi lançado em 2 de maio de 2017, enquanto uma adaptação em uma série animada de anime, produzido pelo estúdio Pierrot e distribuído pelo canal japonês TV Tokyo, estreou em outubro no mesmo ano. Fora do Japão, Black Clover é transmitido simultaneamente pela companhia americana de vídeos  Crunchyroll. Também é transmitido no Brasil pela televisão nas emissoras Rede Brasil,  Loading e Jadetoon (cujo pretende passar todos os episódios disponíveis até então).
No momento existem 170 episódios dublados em português brasileiro. Alguns possivelmente passaram no Cartoon Network em convênio com a Crunchyroll, ou na Rede Brasil a sequência dos episódios do 103 em diante.

## Enredo
Asta e Yuno são órfãos que foram criados juntos numa igreja localizada no interior do reino de Clover. Nesse mundo todos possuem poder mágico (魔力, Maryoku), nome dado à energia sobrenatural conhecida como mana quando esta habita um ser vivo. No entanto Asta nasceu sem mana. Em contrapartida, Yuno nasceu como grande poder mágico. Aos 5 anos de idade, os dois fazem um juramento entre si, visto no capítulo 1, em que eles competiriam para ver quem se tornaria o Rei Mago, o líder militar do Reino. Assim, desde essa idade, ambos treinam dia após dia, Asta aprimorando seus músculos, que eram sua única arma, e Yuno treinando sua Magia de Vento e seu controle mágico. A história acompanha os dois garotos que competem entre si para se tornar o Rei Mago, o cavaleiro mágico mais forte do reino de Clover. Mesmo sem magia, Asta tenta ser um cavaleiro mágico, assim sua jornada começa quando obtém o misterioso poder "antimagia", que pode anular qualquer magia na obra. Assim, Asta, com sua antimagia e força física, e Yuno, com seus grandes poderes mágicos, talento natural e treinamento, começam a jornada.

## Personagens
Asta (アスタ, Asuta)
Asta é um camponês órfão que foi deixado sob os cuidados da igreja de Hage ainda quando bebê. Como ele não possui poderes mágicos, ele tenta complementar sua fraqueza com um intenso treinamento físico. Ele é o portador do Grimório do Trevo de Cinco Folhas e um membro do esquadrão Touros Negros. Ele utiliza uma energia  conhecida como antimagia, que é capaz de neutralizar qualquer forma de magia chamadas de Espada Matadora de Demônios, Espada Habitadora de Demônios, Espada Destruidora de Demônios, e a katana dada a ele por seu capitão, Yami Sukehiro, a qual ele deu o nome de Katana Assassina de Demônios.
Yuno (ユノ, Yuno)
Yuno, assim como Asta, é um órfão que foi deixado sob os cuidados da igreja de Hage ainda quando bebê. Ele é portador do Grimório do Trevo de Quatro Folhas e é um membro do esquadrão Alvorecer Dourado. Ele utiliza magias de vento e estrelas tem o controle sobre Sylph, o Espírito do Vento. Mesmo que ele tenha uma relação neutra e apática a maioria das pessoas ao seu redor, Yuno admira Asta profundamente e tem muito orgulho dele, já que mesmo sem poderes mágicos, ele está sempre disposto a proteger as pessoas, independente de quem seja. Yuno é rival de Asta desde a infância e ambos estão treinando continuamente com o único propósito de não perder um pro outro. Isso faz com que, sempre que um se torne mais forte, o outro fique ainda mais empolgado para treinar mais pesado e ultrapassar seu rival.

### Alguns Personagens
Yami Sukehiro (ヤミ・スケヒロ, Yami Sukehiro)
Yami é o líder dos Touros Negros e é uma pessoa um tanto quanto excêntrica, agindo de forma ameaçadora com os membros do esquadrão, mas sempre os incentivando e dizendo para eles superarem seus limites. Vindo de um país do chamado Terra do Sol, uma representação do Japão no mundo de Black Clover, Yami controla a Magia da Escuridão, utilizando este atributo para imbuir sua espada com sombras. Foi recrutado pelo Rei Mago, Julius Novachrono, quando este ainda era um líder de esquadrão dos Cavaleiros Mágicos, e trabalha para ele desde então, sempre demonstrando seu profundo respeito.
Noelle Silva (ノエル・シルヴァ, Noeru Shiruva)
Noelle Silva é um membro dos Touros Negros e a terceira filha de uma das famílias reais do reino de Clover, a Casa Silva. Ela usa magias de água, e era incapaz de controlar seus poderes devido ao bullying feito a ela na infância pelos seus irmãos, que a fez se distanciar deles. Ao conhecer os Touros Negros, ela eventualmente supera seus traumas e se torna uma das magas mais poderosas do reino. Ela se apaixona por Asta pouco tempo depois de o conhecer, mesmo sem querer admitir esse fato.
Magna Swing (マグナ・スウィング, Maguna Suwingu)
É um membro dos Touros Negros e veterano do grupo. Magna é um delinquente de boa natureza, mas de cabeça quente que usa magia de fogo, além de possuir sua vassoura personalizada, chamada Crazy Cyclone, que ele usa para levar Asta e Noelle em missões de tempos em tempos. Magna é um camponês da vila de Rayaka, perto da fronteira do Reino Clover, abusando de seu poder para causar confusões na aldeia vizinha de Saussy, até que acaba sendo disciplinado por um ancião da vila chamado Seihe, que ele considerou como um pai após um tempo. Ele atua principalmente como responsável por Asta e Noelle, acompanhando-os em algumas de suas missões. Este possui uma amizade muito forte com Luck, embora este o envolva em situações que o envergonham.
Vanessa Enoteca (バネッサ・エノテーカ, Banessa Enotēka)
Membro dos Touros Negros, um de seus principais traços era usar apenas roupas íntimas, deixando seu corpo exposto o tempo inteiro, costume que diminuiu com o tempo. Além disso, é vista bebendo em quase todas as situações. Vanessa foi expulsa de uma família distinta, foi adotada pela Rainha das Bruxas, e controla a magia de fios. É considerada uma maga de estágio arcano por ter o poder de controlar o fio vermelho do destino, que permite que ela altere o destino próximo para uma situação mais favorável para ela e aos seus aliados. Por este motivo, foi confinada pela Rainha das Bruxas que havia previsto o futuro em que ela despertaria esse poder e o queria para si. Quando Yami liberta Vanessa, a Rainha das Bruxas permite que ela fuja, pois em sua previsão ela já havia visto que Vanessa fugiria, porém eventualmente voltaria e traria para ela o que ela queria. Enquanto uma usuária da magia de fios, ela cria uma linha muito fina, quase indetectável até mesmo por magia. Ela revela sua verdadeira habilidade de alterar o destino quando, ao testemunhar Asta ser forçado pela Rainha das Bruxas a matar Noelle, muda esse destino para um em que ele não esteja sendo controlado. Essa habilidade é poderosa o suficiente para negar o poder do sangue da rainha, que fez com que Asta estivesse sob seu controle, e alterar quase qualquer coisa que Vanessa não deseje que aconteça. Essa habilidade se manifesta como um gato vermelho que ela chama de Rouge, que significa "vermelho" em francês. Ela já expressou profunda admiração pela determinação de Asta, pelo fato dele nunca desistir, além de flertar com ele no início do mangá ao descobrir que ele entrou pros Cavaleiros Mágicos mesmo sem possuir magia. Vanessa já demonstrou várias vezes possuir sentimentos por Yami, porém o autor Yūki Tabata afirmou em entrevista que esses sentimentos não são nada além dos de uma irmã para um irmão mais velho.
Luck Voltia (ラック・ボルティア, Rakku Borutia)
É um membro dos Touros Negros, e é uma pessoa agitada, hiperativa,  usa magia de relâmpago e está sempre sorrindo de forma psicótica, independentemente das circunstâncias, fato que fez ele ser conhecido como "O Louco Sorridente". Nascido como um plebeu na cidade de Yvon e criado por sua mãe, uma mulher bastante problemática que acabou morrendo de estresse, Luck foi ensinado que vencer todas as lutas faria ele ser amado. Isso o motivou a lutar contra adversários mais fortes para testar sua força, levando-o a se juntar aos Cavaleiros Mágicos quando se tornou infame por quase matar seu adversário no exame de entrada. Mais tarde, durante a invasão da base do Olho do Sol da Meia-Noite, Luck acaba sendo possuído pelo elfo Rufel (ル フ ル Rufuru) como resultado do ritual de Patry. Luck é libertado do feitiço depois que Rufel é derrotado por Magna e Vanessa, com Asta expulsando a alma do elfo de seu corpo. Este possui um forte laço de amizade com Magna.
Finral Roulacase (フィンラル・ルーラケイス, Finraru Rūrakeisu)
Membro da famosa família nobre dos Valde, composta de magos de magia espacial ofensiva, ele é conhecido por usar Magia Espacial de Transporte, sendo considerado uma vergonha por sua família. Ele é um mulherengo e é a carona de Yami e de outros devido à sua habilidade de criar portais. Após a morte de sua mãe e seu irmão se tornar o vice capitão do Alvorecer Dourado, ele abandonou a sua família e a nobreza, deixou de usar o sobrenome Valde e passou a utilizar o nome de solteira da falecida mãe, Roulacase.  Durante a luta contra Vetto, membro do Olho do Sol da Meia-noite, ele ajuda Vanessa e Asta, mas quem dá o último golpe em Vetto é Yami.
Gauche Adlai (ゴーシュ・アドレイ, Gōshu Adorei)
Este é um ex-nobre da extinta e prestigiada casa Adlai, conhecido por ser complexado pela sua irmã caçula Marie. Ele é capaz de usar magias de espelho. Após a morte de seus pais, Gauche, ainda muito jovem, sofreu um golpe por um nobre rival e perdeu tudo que possuía, isso fez com que ele e sua irmão ainda de colo fossem viver na rua. Por isso, ele se convenceu que todos eram seus inimigos, exceto sua irmã, que era sua única motivação para viver. Isso causou o comportamento pelo qual ele é mais conhecido, sua obssessão exagerada pela irmã, motivada pelo trauma de infância e um desejo eterno de protegê-la e estar perto dela a todo momento. Ele se torna um ladrão por motivos de sobrevivência, é preso e eventualmente é libertado da cadeia por Yami, que o recruta para os Touros Negros. Ele se enfurece sempre que vê alguém com sua irmã, mesmo que ela goste da pessoa.
Grey (グレイ, Gurei)
Esta possui a capacidade de transformar e alterar a estrutura atómica da matéria usando sua Magia de Transmutação. Ela usava a forma de um homem grande, mas também pode assumir a forma de qualquer pessoa. Na exploração ao templo subaquático, por ter usado toda a sua mana, ela volta a sua forma verdadeira, que nem mesmo seus amigos de esquadrão conheciam. Após conseguir seu grimório e adquirir um feitiço de transformação, ela viveu disfarçada desde os 15 anos por não ter confiança na sua aparência, devido aos abusos sofridos na infância por parte de suas irmãs adotivas.
Willian Vangeance (ウィリアム・ヴァンジャンス, Wiriamu Vanjansu)
É o líder do esquadrão Alvorecer Dourado considerado por muitos o esquadrão mais forte do reino Clover. Filho bastardo de um nobre, sempre andava com uma máscara que cobria a metade superior de seu rosto, dada a ele pelo Rei Mago, Julius Novachrono, quando ele tinha 13 anos. Ele deixou de usá-la após a invasão dos elfos. Vangeance tem um comportamento calmo e calculista, a máscara utilizada por ele servia para cobrir uma cicatriz que ele tem na parte de cima de seu rosto devida a uma maldição conjurada sobre o clã de sua mãe. Ele é amigo e confidente de Patry, com quem compartilhava seu corpo, e possibilitou a infiltração ao Reino Clover e o ataque ao mesmo por parte dos elfos durante a primeira saga do mangá.
Klaus Lunette (クラウス・リュネット, Kurausu Ryunetto)
Ele é um nobre e membro veterano do Alvorecer Dourado. É um usuário de magia do aço, podendo manipular o metal ao seu bel-prazer. Klaus menosprezou Asta e Yuno inicialmente por serem camponeses, mas acabou tendo de os acompanhar numa missão para explorar uma masmorra, o que o levou a testemunhar incríveis lutas protagonizadas por estes dois e a repensar seus ideias em relação às classes sociais. Este possui um temperamento forte e não gosta de ser chamado de "Quatro Olhos" pelo fato de usar óculos, porém começa a relevar este ato com o tempo. Ele não só age como um veterano dos Cavaleiros Mágicos para Asta e Yuno, mas como um irmão mais velho para os dois, sempre se preocupando e ajudando-os com o que for.
Mimosa Vermillion (ミモザ・ヴァーミリオン, Mimoza Vāmirion)
Ela é um membro da casa real dos Vermillion, e membro do Alvorecer Dourado. Ela é prima de Noelle, filha da irmã da mãe de Noelle. A casa dos Vermillion é especializada em magias de fogo, como é notado na maioria de seus integrantes. Entretanto, Mimosa utiliza magia das plantas, oferecendo suporte e cura para seus aliados. Seus ideais foram originados quando presenciou uma criança roubar pão para que pudesse alimentar às outras crianças. Ela não compartilha as visões e ações superficiais que outros nobres possuem, e aprecia as pessoas pelo valor que elas têm. Ela tem um profundo respeito por sua prima, Noelle. Ela também se apaixona por Asta, depois de vê-lo lutar contra todas as probabilidades ao enfrentar Mars, apesar de não ter magia. Ela acaba se tornando uma rival de Noelle, disputando a atenção de Asta.
Sekke Bronzazza (セッケ・ブロンザッザ, Sekke Buronzazza)
É um jovem plebeu mulherengo que entrou no Exame de Entrada dos Cavaleiros Mágicos para ter a chance de se juntar a um esquadrão, tentando usar Asta, que ele considerava o pior participante, para passar facilmente. Entretanto, ele foi derrotado por Asta com um único golpe e guardou rancor dele até o fim da saga Spade. Ele tem um tique de ficar dizendo "bah-ha" o tempo todo. Sekke usa magia de bronze para criar e manipular o metal de várias maneiras. Sekke chega a sentir inveja de Asta por estar constantemente acompanhado por Vanessa e Noelle, que ele considera super atraentes.
Fuegoleon Vermillion (フエゴレオン・ヴァーミリオン, Fuegoreon Vāmirion)
Fuegoleon é o segundo filho mais velho da casa real Vermillion, atrás de Mereoleona, e o líder do esquadrão dos Reis Leões Carmesins. Sempre demonstrando uma atitude justa, Fuegoleon nunca subestima seus adversários, e sempre é visto auxiliando Asta. Sempre agindo de forma muito séria, acredita que não deve-se ter vergonha de ser fraco, mas sim de continuar fraco. Numa das invasões do Olho do Sol da Meia-noite ao reino Clover, acabou sendo pego numa armadilha, onde perdeu um braço e a jóia mágica que estava em seu poder para Patry, entrando num coma que perdura até os o arco da invasão dos elfos, quando foi foi escolhido pela Salamandra, o Espírito do Fogo.
Leopold Vermilion (レオポルド・ヴァーミリオン, Reoporudo Vāmirion)
Leopold, ou Leo, é um membro dos Reis Leões Carmesins e é o irmão mais novo de Fuegoleon e Mereoleona, e primo de Mimosa. Usuário de magia de fogo, assim seus dois irmãos, ele tem uma personalidade hiperativa e almeja se tornar o Rei Mago assim como Asta e Yuno. Depois de ver a proeza de Asta em batalha, ele passa a chamá-lo considerou de rival, fato esse que irrita Yuno, que é o primeiro e principal rival de Asta desde a infância, e o admira profundamente, ao ver um membro da realeza chamando Asta de rival. Mais tarde essa relação se estende também para Yuno, já que ele mesmo disse que se ele é um rival e amigo de Asta, é um rival e amigo dele também. Durante o ataque à capital de Clover, seu irmão Fuegoleon acaba caindo em uma armadilha e acaba sendo tendo seu braço esquerdo arrancado e sua pedra mágica roubada por Patry. Isso serviu como um catalisador para que Asta e Leopold pudessem proteger o reino Clover.
Charlotte Roselei (シャルロット・ローズレイ, Sharurotto Rōzurei)
Ela é uma nobre e líder da Rosa Azul, possui pulso firme e não gosta de ser chamada de irmã por Sol Marrom. Como membro da Rosa Azul, ela esconde uma paixão por Yami Sukehiro, que se recusava a aceitar. Na infância foi amaldiçoada por uma maga de maldição, tendo a cor das suas rosas mudadas de vermelho para azul, e prendendo todo castelo em uma gaiola temporal. A maldição só poderia ser quebrada caso ela se apaixonasse por um homem, esse que veio a ser Yami Sukehiro, que veio ao seu resgate quando a maldição se ativou. Ao se apaixonar por ele, a maldição foi quebrada, mas suas rosas permaneceram azuis como efeito colateral.
Lotus do Whomalt (ロータス・フーモルト, Rōtasu Fūmoruto)
Este é um membro do Reino Diamond e veterano do reino. Ele aparece na masmorra enfrentando Luck e usando Magia de Fumaça, capaz de inutilizar o usuário e possuindo grande habilidade sensorial mágica. Contudo, com a chegada de Asta e Noelle, não foi capaz de se sentir a presença de Asta pelo mesmo não possuir magia e acaba sendo derrotado por um trabalho em conjunto dos três. Ele foge com o tesouro da masmorra e salva Mars, que havia sido derrotado pelos Touros Negros e o Alvorecer Dourado, quando a masmorra estava para desabar. Ele possui no peito uma grande cicatriz dada a ele pelo capitão dos Touros Negros, Yami Sukehiro, quando Yami ainda era um jovem Cavaleiro Mágico.
Mars (マルス, Marusu)
Este também é membro do Reino Diamond. No passado este teve uma infância com Fana com quem este tinha uma amizade. Estes, tiveram que lutar entre si, mas Fana ataca Mars o forçando a uma reação que fere Fana. Fana, antes de morrer, cura Mars usando sua magia do fogo. Além da sua Magia Mineral como parte de seu poder, o poder de Fana passa a pertencer a ele. Tendo sua memória apagada, metade do grimório de Fana implantado no seu, e cristais mágicos implantado em seu corpo, ele se torna a arma mais poderosa do Reino Diamond. Ele foi introduzido enfrentando o Alvorecer Dourado, representado por Klaus, Yuno e Mimosa, que recebem a ajuda dos Touros Negros Asta, Noelle e Luck. Asta consegue derrotá-lo com suas espadas de antimagia. Embora este tenha tido êxito em ferir Asta e conseguir se curar e se libertar pelo poder de fogo da Fana, acaba sendo derrotado pelo espírito do vento que Yuno adquiriu de um pergaminho, que agora faz parte de seu grimório. Ele depois é salvo por Lotus e recupera suas memórias. Mais tarde ele descobre que Fana está viva.
Julius Novachrono (ユリウス・ノヴァクロノ, Yuriusu Novakurono)
O vigésimo oitavo Rei Mago do Reino Clover. Assim como Asta, este possui um lado infantil e cômico e fica impressionado com qualquer magia nova que encontra, tendendo a fugir de seu dever como Rei Mago, além de ser perseguido por Marx Francois, seu assistente, que é provocado por Yami pelo formato de sua cabeça lembrar o de um cogumelo. Em certo ponto, Julius, ao usar todo o seu poder, se sacrifica pelo reino, mas usa um feitiço temporal de emergência e retorna à vida em um corpo de 13 anos de idade. Ele confia nos Cavaleiros Mágicos, como também no Yami e no Asta.
Kahono (カホノ)
Ela é parte do povo do templo subaquático debaixo da superfície. Asta e Noelle a conhecem enquanto Noelle treinava sua magia de água. Ela, Asta e os membros do Touros Negros encorajam Noelle a conseguir usar sua magia para poder levá-los para o templo subaquático. Kahono depois enfrenta Noelle, numa batalha criada por Gifso, avô de Kahono, mas interrompeu a batalha devido à invasão de Vetto. Vetto atinge a garganta de Kahono, impedindo-a de usar magia, mas o povo subaquático acaba sendo salvo graças aos esforços dos Touros Negros. Ela depois e curada pela magia da Rainha das Bruxas, graças aos Touros Negros. Ela usa Magia de Canção para batalha, incentivo ou até mesmo cura, e é um muito gananciosa no que diz respeito a dinheiro.
Kiato (キアト)
Ele é irmão de Kahono, filho de Gio e neto de Gifso e também parte do povo do templo subaquático debaixo da superfície. Ele confrontou Asta através de um jogo criado pelo avô. Com duas espadas, ele usa magia para fazer seu corpo se mover inconscientemente. Com a magia de Kahono, ele pode se tornar mais forte. Durante sua luta contra Vetto, dos Três Olhos, ele teve sua perna amputada por um golpe, mas um tempo depois ele acaba sendo curado pela magia da Rainha das Bruxas, graças aos Touros Negros.
Fana (ファナ)
Esta pertencia ao Reino Diamond e tinha uma amizade com Mars. Ela depois é forçada a enfrentar Mars e é seriamente ferida. Depois de ter seus poderes transferidos para Mars por Moris, cientista mágico do Reino Diamond, ela sobrevive, e ao ser possuída pela elfa Fana, que tinha o mesmo nome, se torna parte dos Três Olhos. Seu codinome era "Fana, a Odiosa". Ela aparece junto de Vetto e Raia e tem uma batalha contra os Touros Negros e os outros capitães membros do Reino Clover. Assim como Yuno, ela possui um espírito mágico, este conhecido como a Salamandra, o Espírito do Fogo. A elfa Fana é expulsa do corpo da Fana humana no arco da Floresta das Bruxas, devolvendo o controle do corpo para a sua dona original.
Patry (パトリ, Patori)
Usando a identidade de Licht, o líder dos elfos, ele é o antagonista da primeira saga de Black Clover, antes de se redimir. Patry é um elfo e antigo líder de um grupo terrorista chamado Olho do Sol da Meia-Noite, mantendo seu nome verdadeiro oculto de todos até que foi revelado como sendo o elfo chamado Patry no capítulo 148 do mangá. Ele e os outros membros do Olho do Sol da Meia-Noite sentiam um ódio imenso pelo Reino Clover, além disso ele é um usuário de Magia de Luz assim como o primeiro Rei Mago, o que o tornava intimidador aos olhos dos Cavaleiros Mágicos, incluindo Yami que lutou ao lado de Asta contra o Patry no Arco do Olho do Sol da Meia-Noite.
Irmã Lily Aquaria (リリー・アクアリア, Rirī Akuaria)
Ela faz parte da igreja juntamente com o padre Orsi Orfai em Hage. Na infância, Asta sempre tentava pedir Lily em casamento, apesar de ser irmã de batina, impossibilitando o casamento, o que não impedia ele de continuar tentando.
Theresa Rapual (テレジア・ラプアール, Terejia Rapuāru)
Antiga Cavaleira Mágica que treinou Fuegoleon e Mereoleona na infância e vive na cidade de Nean. Ela se tornou uma freira e frequentemente confronta Gauche por causa da irmã. Ela é usuária da magia do fogo.
Rebecca Scarlet (レベッカ・スカーレット, Rebekka Sukāretto)
Ela aparece no início da série, sendo confundida como mãe de seus irmãos. Ela acabou não tendo um bom começo com Finral, membro dos Touros Negros, e deu um fora. Em Nean, ela participa de um encontro triplo entre ela, outras 2 meninas e Asta, Finral e Luck. Ela tem um encontro com Asta, que salva de um bêbado. Asta ajuda Rebecca em Nean a salvar seus irmãos que foram sequestrados por magia de hipnose. No final Rebecca acaba beijando Asta no rosto para consternação de Noelle.
Rades Spirito (ラデス・スピーリト, Radesu Supīrito)
Ele aparece como antagonista principal do Arco da Capital Real e um antigo Cavaleiro Mágico. Rades é um plebeu que vem do Reino de Clover. Ele participa do exame dos Cavaleiros Mágicos ao fazer 15 anos e é admitido no esquadrão dos Orcas Púrpuras. Durante o seu tempo como membro do esquadrão, os Cavaleiros Mágicos começam a desconfiar da magia de Rades e decidem expulsá-lo do Reino. Então ele decidiu se juntar ao Olho do Sol da Meia-Noite. Mais tarde, Rades se alia a Asta e aos Touros Negros para se vingar de Patry, que havia traído a ele, Sally e Valtos, porém Asta obriga Rades à lutar pra proteger o Reino Clover.

## Dublagem brasileira
- Estúdio de dublagem: Som de Vera Cruz[2]

## Mídia

### Mangá
Black Clover (do japonês ブラッククローバー, Burakku Kurōbā, lit. "Trevo Negro") é uma série de mangá adolescente do tipo shounen e fantasia japonês, escrita e ilustrada por Yūki Tabata, publicada na revista Weekly Shōnen Jump da editora japonesa Shueisha, Os capítulos individuais são coletados e publicados pela Shueisha, com trinta e seis volumes tankōbon lançados desde fevereiro de 2024. 

#### Lista de Volumes
| N.º | Japonês                | Japonês           | Português              | Português         |
| N.º | Data de lançamento     | ISBN              | Data de lançamento     | ISBN              |
| --- | ---------------------- | ----------------- | ---------------------- | ----------------- |
| 1   | 4 de junho de 2015     | 978-4-08-880416-3 | 18 de julho de 2018    | 978-85-426-1126-7 |
| 2   | 4 de agosto de 2015    | 978-4-08-880452-1 | 5 de setembro de 2018  | 978-85-426-1178-6 |
| 3   | 3 de outubro de 2015   | 978-4-08-880489-7 | 23 de novembro de 2018 | 978-85-426-1408-4 |
| 4   | 4 de dezembro de 2015  | 978-4-08-880567-2 | 14 de janeiro de 2019  | 978-85-426-1560-9 |
| 5   | 4 de março de 2016     | 978-4-08-880630-3 | 12 de março de 2019    | 978-85-426-1824-2 |
| 6   | 2 de maio de 2016      | 978-4-08-880672-3 | 5 de junho de 2019     | 978-85-426-2016-0 |
| 7   | 4 de agosto de 2016    | 978-4-08-880751-5 | 5 de agosto de 2019    | 978-85-426-2259-1 |
| 8   | 4 de outubro de 2016   | 978-4-08-880792-8 | 25 de setembro de 2019 | 978-85-426-2413-7 |
| 9   | 2 de dezembro de 2017  | 978-4-08-880823-9 | 28 de novembro de 2019 | 978-85-426-2585-1 |
| 10  | 3 de março de 2017     | 978-4-08-881023-2 | 25 de janeiro de 2020  | 978-85-426-2771-8 |
| 11  | 2 de maio de 2017      | 978-4-08-881073-7 | 17 de março de 2020    | 978-85-426-2701-5 |
| 12  | 4 de agosto de 2017    | 978-4-08-881192-5 | 19 de maio de 2020     | 978-85-426-3122-7 |
| 13  | 4 de outubro de 2017   | 978-4-08-881210-6 | 8 de julho de 2020     | 978-65-551-2194-0 |
| 14  | 4 de dezembro de 2017  | 978-4-08-881287-8 | 15 de setembro de 2020 | 978-65-551-2292-3 |
| 15  | 2 de março de 2018     | 978-4-08-881358-5 | 20 de novembro de 2020 | 978-65-5512-514-6 |
| 16  | 2 de maio de 2018      | 978-4-08-881513-8 | 11 de janeiro de 2021  | 978-65-5512-912-0 |
| 17  | 3 de agosto de 2018    | 978-4-08-881567-1 | 19 de março de 2021    | 978-65-551-2739-3 |
| 18  | 2 de novembro de 2018  | 978-4-08-881686-9 | 21 de maio de 2021     | 978-65-596-0081-6 |
| 19  | 4 de janeiro de 2019   | 978-4-08-881693-7 | 2 de julho de 2021     | 978-65-598-2257-7 |
| 20  | 4 de abril de 2019     | 978-4-08-881757-6 | 17 de setembro de 2021 | 978-65-598-2034-4 |
| 21  | 4 de julho de 2019     | 978-4-08-881840-5 | 5 de novembro de 2021  | 978-65-596-0816-4 |
| 22  | 4 de outubro de 2019   | 978-4-08-882049-1 | 7 de janeiro de 2022   | 978-65-596-0622-1 |
| 23  | 4 de janeiro de 2020   | 978-4-08-882176-4 | 4 de março de 2022     | 978-65-596-0484-5 |
| 24  | 3 de abril de 2020     | 978-4-08-882254-9 | 6 de maio de 2022      | 978-65-596-0240-7 |
| 25  | 3 de julho de 2020     | 978-4-08-882346-1 | 8 de julho de 2022     | 978-65-259-0254-8 |
| 26  | 2 de outubro de 2020   | 978-4-08-882422-2 | 5 de agosto de 2022    | 978-65-259-0151-0 |
| 27  | 4 de janeiro de 2021   | 978-4-08-882529-8 | 2 de setembro de 2022  | 978-65-5982-961-3 |
| 28  | 2 de abril de 2021     | 978-4-08-882594-6 | 7 de outubro de 2022   | 978-65-5982-853-1 |
| 29  | 2 de julho de 2021     | 978-4-08-882712-4 | 30 de novembro de 2022 | 978-65-5982-786-2 |
| 30  | 4 de outubro de 2021   | 978-4-08-882795-7 | 2 de dezembro de 2022  | 978-65-5982-586-8 |
| 31  | 4 de janeiro de 2022   | 978-4-08-882878-7 | 6 de janeiro de 2023   | 978-65-5982-493-9 |
| 32  | 4 de abril de 2022     | 978-4-08-883071-1 | 3 de fevereiro de 2023 | 978-65-5982-767-1 |
| 33  | 4 de novembro de 2022  | 978-4-08-883195-4 | 28 de julho de 2023    | 978-65-259-0847-2 |
| 34  | 3 de março de 2023     | 978-4-08-883410-8 | 6 de outubro de 2023   | 978-65-259-0495-5 |
| 35  | 2 de junho de 2023     | 978-4-08-883557-0 | 26 de janeiro de 2024  | 978-65-259-2282-9 |
| 36  | 2 de fevereiro de 2024 | 978-4-08-883665-2 | 14 de agosto de 2024   | 978-65-259-1504-3 |
| 37  | 4 de setembro de 2025  | 978-4-08-884682-8 | —                      | —                 |

## Recepção
O volume 1 atingiu a 23ª posição no ranking semanal de mangás divulgado pela Oricon, com 38.128 cópias vendidas. O volume 2 ficou na 17ª posição, com 61.918 cópias vendidas. O volume 3 também ficou na 17ª posição, com 80.462 cópias vendidas. O volume 4 ficou na 13ª posição, com 93.866 cópias vendidas. O volume 5 ficou na 15ª posição, com 108.503 cópias vendidas. E o volume 6 ficou na 11ª posição com 118.783 cópias vendidas.
Tom Speelman, ao analisar a série para a ComicsAlliance, descreveu sua premissa como "e se Harry Potter fosse um cavaleiro um pouco burro?". Ele recomendou a série para fãs de Naruto e Fairy Tail, devido às similaridades, assim como Bleach. Ele também elogiou o autor por revigorar personagens modelos. O mangá de Black Clover é um dos mangás shounens mais vendidos no Japão no momento.
No Brasil a obra foi muito bem recebida e conta com inúmeras comunidades no Facebook e no Twitter. Recentemente, em entrevista ao site e canal O Megascópio, o animador do episódio 166, BEAST, revelou que às mensagens positivas recebidas dos fãs brasileiros sempre o ajuda muito, já que o trabalho de animação é bem árduo e solitário.

## Elementos da História
A maior parte da história se passa no Reino Clover e no Reino Spade, reinos que compõem o continente principal do mangá, mas também existem outros reinos, como o Heart, onde se passou parte da história, Diamond, e a Terra do Sol, de onde vem o capitão dos Touros Negros, Yami Sukehiro. O Reino Clover é dividido em três regiões: Reino Esquecido (恵外界, Keigai-kai), Reino Comum (平界, Hei-kaie) e Reino Nobre (王界, Ōki-kai). Apesar de os camponeses serem aceitos pelos Cavaleiros Mágicos, certos preconceitos os assombram. O que domina o Reino Clover são as chamadas Três Grandes Famílias Reais, que são as Casas Kira, Silva e Vermillion. As três famílias vivem juntas no Castelo Clover.
No mundo de Black Clover, a principal ferramenta é a Magia (魔法, Mahō). Ela é alimentada por uma forma de energia denominada mana, que se origina do corpo do usuário. Esta energia também é naturalmente existente no meio ambiente e dentro de todos. Todo ser humano, por natureza, nasce com mana e tem um atributo elemental, podendo esse elemento ser um dos quatro principais, ou um de seus derivados, Devido a isso, todos acham que todas as pessoas são capazes de usar magia até certo ponto. Também há os grimórios, que são livros que possuem em seu interior o registro de todos os feitiços que um mago desenvolve. O grimório escolhe o seu dono e se liga à alma dele, não podendo ser usados por mais ninguém além do mesmo. Para desenvolver novos feitiços, precisa-se de treino, um esforço inabalável do mago. Em ocasiões raras, aqueles com forte determinação em meio a uma crise podem desenvolver um feitiço que o ajuda a escapar da mesma. Cada grimório do Reino Clover possui um trevo, símbolo do reino, na sua capa. Cada uma de suas folhas tem um significado, que são amor, esperança e fé. Ainda há os grimórios do Trevo de Quatro Folhas, que fornecem ao usuário imenso poder e na sua quarta folha habitando o "bom agouro". Há também os grimórios do Trevo de Cinco Folhas, como o possuído pelo protagonista, Asta, que pertencia anteriormente ao líder dos elfos Licht. Esses grimórios eram antigos Grimórios do Trevo de Quatro Folhas que, quando seus donos sucumbiram ao desespero, foram corrompidos, podendo ser roubados e utilizados por demônios que, da mesma forma que os humanos, os usam para amplificar seus poderes.
O exército do Reino Clover, composto dos principais magos do reino, são os Cavaleiros Mágicos (魔法騎士団, Mahō Kishidan), que tem como objetivo proteger o Reino Clover. O grupo é liderado pelo Rei Mago.  Eles são escolhidos por meio de testes, entram e se tornam parte dos militares do Reino com a alcunha de Cavaleiro Mágico. Eles tem o dever nobre de proteger o Reino de várias ameaças, desde uma invasão por países estrangeiros a crimes internos. Esses deveres são tratados como missões que podem ser realizados por qualquer Cavaleiro Mágico, onde eles poderiam auto nomear-se para o dever ou serem nomeados por um Cavaleiro Mágico de maior classificação. Devido aos deveres dos Cavaleiros Mágicos, que são focados em missões de combate, os membros devem possuir uma grande quantidade de Poder Mágico e serem bem-versados em combate. Um conjunto de Cavaleiros Mágicos forma um Esquadrão. Há 9 esquadrões: Alvorecer Dourado, Touros Negros, Reis Leões Carmesins, Orcas Púrpuras, Louva-a-Deus Verdes, Cervo Ciano, Rosa Azul, Pavões Corais e Águias Prateadas.
No mundo de Black Clover moram, além dos humanos, os anões e elfos. Também há uma raça de seres não-humanos, chamados de Demônios (悪魔, Akuma), que vivem na dimensão chamada de Submundo, e são classificados entre os níveis Supremo, Alto, Médio, Baixo e Inferior, os quais são atribuídos a cada demônio no momento do seu nascimento. Os dez demônios conectados à Árvore de Qliphoth  (クリフォトの, Kurifoto No Ki) estão entre os demônios de nível Supremo, o nível mais forte. Os demônios vivem no Submundo, um lugar dividido em 7 níveis e governado pelos três demônios de nível Supremo mais poderosos: Lucifero(também conhecido como Satan), Belzebu e Astaroth, que tem as Magias de: Gravidade, Espaço e Tempo, respectivamente; e residem no nível mais baixo. Cada nível abriga demônios de vários níveis, com os demônios de nível Supremo dominando todos os demônios em seu nível. 